# Zygodon bistratus
Zygodon bistratus là một loài rêu trong họ Orthotrichaceae. Loài này được Calabrese & J. Muñoz mô tả khoa học đầu tiên năm 2006.